# Llangwm (Pembrokeshire)
Pour les articles homonymes, voir Llangwm.
Llangwm est un village et une communauté du Pembrokeshire, au pays de Galles.

## Toponymie
Le nom Llangwm signifie simplement « l'église dans la vallée » en gallois, de llan « église » et cwm « vallée ». Il est attesté pour la première fois en 1301 sous la forme Llandegumme.

## Géographie
Llangwm est situé dans le sud du Pembrokeshire, sur la rive droite de la Daugleddau, peu après le confluent des Cleddau occidentale et orientale. La ville de Haverfordwest, chef-lieu du comté, est à 7 km au nord-ouest.

## Histoire
Le village de Llangwm est fondé par des immigrés flamands au XIIe siècle. Ils ne sont pas les premiers occupants des lieux : des fouilles archéologiques menées à proximité en 2016 ont permis de découvrir des silex taillés du Mésolithique.

## Politique
Pour les élections locales, Llangwm forme un ward (district électoral) avec les communautés voisines de Freystrop et Hook. Ce ward élit un des 60 membres du conseil de comté du Pembrokeshire (en). Lors des élections locales de 2022, le siège de Llangwm est remporté par le candidat indépendant Michael James John.
Pour les élections à la Chambre des communes, Llangwm appartient à la circonscription de Mid and South Pembrokeshire depuis les élections générales de 2024.
Pour les élections au Parlement gallois, Llangwm est rattaché à la circonscription de Preseli Pembrokeshire.

## Démographie
Au recensement de 2011, la communauté de Llangwm comptait 875 habitants.
| 1801 | 1811 | 1821 | 1831 | 1841 | 1851 | 1881 |
| ---- | ---- | ---- | ---- | ---- | ---- | ---- |
| 568  | 585  | 644  | 697  | 796  | 928  | 874  |

| 1891 | 1901 | 1911 | 1921 | 1931 | 1951  | 1961  |
| ---- | ---- | ---- | ---- | ---- | ----- | ----- |
| 946  | 888  | 836  | 828  | 804  | 1 088 | 1 031 |

| 1971  | 1981 | 1991 | 2001 | 2011 | - | - |
| ----- | ---- | ---- | ---- | ---- | - | - |
| 1 091 | ?    | ?    | ?    | 875  | - | - |

## Culture locale et patrimoine

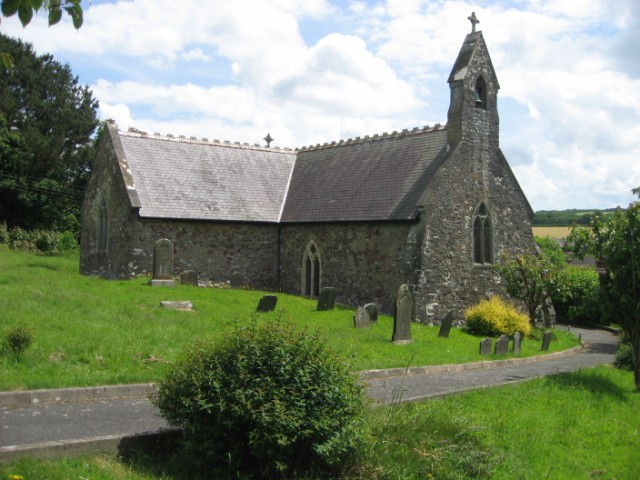
L'église Saint-Jérôme.

La communauté de Llangwm ne comprend que deux monuments classés, tous deux de grade II, le niveau de protection le plus bas, accordé aux « édifices d'intérêt spécial » : un colombier à la ferme de Great Nash, à un kilomètre à l'ouest du village, et l'église paroissiale. Cette dernière, dédiée à saint Jérôme, est d'origine médiévale, mais il ne subsiste que quelques éléments du bâtiment original à la suite d'importants travaux de reconstruction en 1839-1840, puis de restauration entre 1879 et 1882.